# Sekitori (sumo)

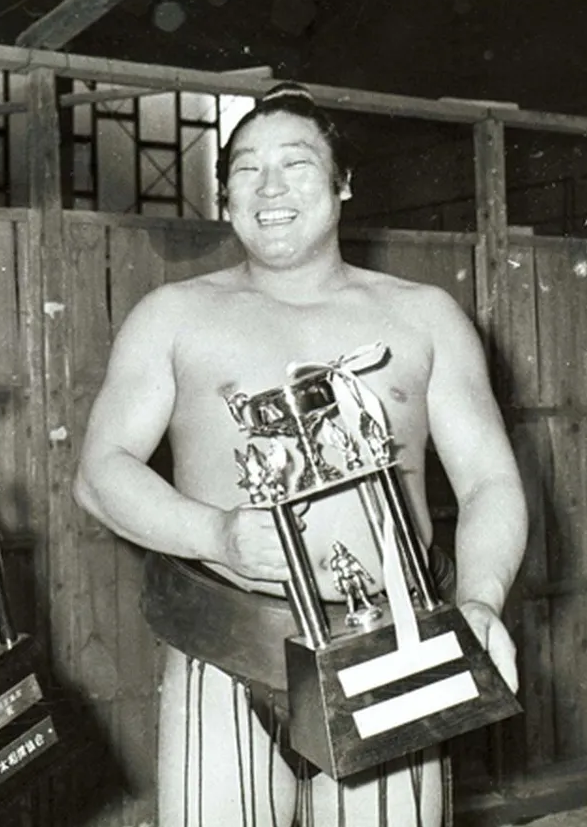
Mutsuarashi Yukio como sekitori en 1967. Nótese su mawashi de seda y su oichomage correspondientes a su rango.

Un sekitori (関取) es un rikishi (力士, luchador de sumo) el cual se encuentra clasificado dentro de las dos divisiones más altas del sumo profesional: makuuchi y jūryō. El nombre literalmente significa «haber tomado la barrera», ya que solo una fracción relativamente pequeña de estos logran hacerse con el estatus de sekitori.
Actualmente[¿cuándo?] existen setenta rikishi en estas divisiones. Los beneficios de un sekitori comparado con los de los demás luchadores en las divisiones más bajas son considerables e incluyen:
- Recibir un salario mensual y bonos otorgados por la Asociación Japonesa de Sumo (los luchadores en las divisiones más bajas solo reciben una pequeña subvención)
- Tener un club de patrocinadores o fans
- Vestir con un kimono masculino de alta calidad además de otras prendas adicionales
- Tener un habitación propia en el establo de entrenamiento
- Tener la posibilidad de casarse y vivir fuera del establo de entrenamiento
- Tener a un rikishi de bajo rango a su servicio como asistente personal
- Utilizar un mawashi de seda con cuerdas endurecidas (llamadas sagari) durante los combates de los torneos
- Participar en la entrada de ceremonia al ring y utilizar un keshō-mawashi
- Portar un chonmage (coleta) con un estilo más elaborado, llamado ōichōmage, durante los combates y en ocasiones especiales
- Tener la posibilidad de convertirse en anciano/maestro de la Asociación Japonesa de Sumo si se ha mantenido el rango de sekitori durante un tiempo prolongado

## Recuerdos asociados a lossekitori

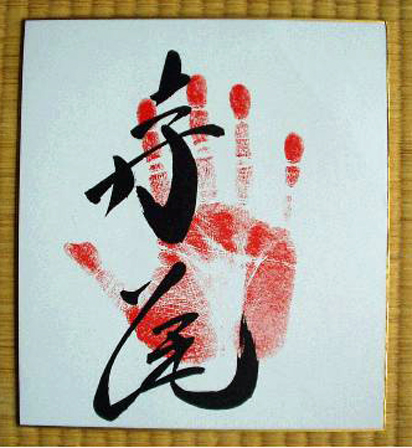
Tegata del ex luchador del makuuchi Terao

El objeto de recuerdo más comúnmente asociado con el sumo profesional es la tegata (literalmente "forma de la mano"). Solo los sekitori tienen permitido hacerlas para sus fans y patrocinadores. Estos vendrían siendo el equivalente en el sumo a un autógrafo. La tegata consiste en una impresión de la mano del luchador utilizando tinta negra o roja acompañado del nombre de ring (shikona) escrito a mano en estilo caligráfico por el mismo luchador. Las tegata originales son otorgadas a los fans y a los miembros del club de patrocinadores del luchador. Copias impresas de las tegata también pueden ser adquiridas a bajo precio.

## Club de patrocinadores
Cuando un luchador alcanza el estatus de sekitori, a este se le es permitido tener un club de patrocinadores/fans llamado kōenkai en el caso de que haya acumulado una popularidad considerable. Esto es en adición al kōenkai asociado a su establo de sumo. Estos clubs a menudo colaboran monetariamente entre todos sus miembros para comprarle al luchador algunos objetos caros como por ejemplo el keshō-mawashi. Por sus aportes, el club de patrocinadores/fans espera y recibe acceso directo a los luchadores y además reciben invitaciones para asistir a eventos como las fiestas realizadas al final de los torneos y otros eventos en donde pueden tener contacto directo con ellos.

## Banzuke de lossekitori
Las siguientes tablas muestran a los actuales sekitori de acuerdo a su clasificación dentro del banzuke:
| Banzuke de rikishi activos en el Makuuchi - Nagoya Basho 2025 | Banzuke de rikishi activos en el Makuuchi - Nagoya Basho 2025 | Banzuke de rikishi activos en el Makuuchi - Nagoya Basho 2025 | Banzuke de rikishi activos en el Makuuchi - Nagoya Basho 2025 |
| ------------------------------------------------------------- | ------------------------------------------------------------- | ------------------------------------------------------------- | ------------------------------------------------------------- |
| Yokozuna                                                      | Ozeki                                                         | Sekiwake                                                      | Komusubi                                                      |
| Hōshōryū Ōnosato                                              | Kotozakura                                                    | Daieishō Kirishima Wakatakakage                               | Ōshōma Takayasu                                               |

| Maegashira #1          | Maegashira #2 | Maegashira #3     | Maegashira #4     | Maegashira #5    |
| Aonishiki Wakamotoharu | Ōhō Abi       | Ōnokatsu Kinbōzan | Hakuōhō Tamawashi | Hiradoumi Meisei |

| Maegashira #6       | Maegashira #7 | Maegashira #8          | Maegashira #9  | Maegashira #10 |
| Takerufuji Gōnoyama | Tobizaru Endō | Sadanoumi Ichiyamamoto | Ura Chiyoshōma | Atamifuji Rōga |

| Maegashira #11       | Maegashira #12      | Maegashira #13    | Maegashira #14    | Maegashira #15      | Maegashira #16 | Maegashira #17  |
| Takanoshō Tokihayate | Midorifuji Asakōryū | Churanoumi Shōdai | Kusano Fujinowaka | Kotoshōhō Hidenoumi | Kayō Mitakeumi | Kotoeihō Shishi |

| Banzuke de rikishi activos en el Jūryō - Nagoya Basho 2025 | Banzuke de rikishi activos en el Jūryō - Nagoya Basho 2025 | Banzuke de rikishi activos en el Jūryō - Nagoya Basho 2025 | Banzuke de rikishi activos en el Jūryō - Nagoya Basho 2025 |
| ---------------------------------------------------------- | ---------------------------------------------------------- | ---------------------------------------------------------- | ---------------------------------------------------------- |
| Jūryō #1                                                   | Jūryō #2                                                   | Jūryō #3                                                   | Jūryō #4                                                   |
| Nishikigi Ryūden                                           | Shōnannoumi Tomokaze                                       | Ōshōumi Tamashōhō                                          | Tochitaikai Shirokuma                                      |

| Jūryō #5            | Jūryō #6          | Jūryō #7            | Jūryō #8           | Jūryō #9               |
| Tōhakuryū Hakuyozan | Hitoshi Daiseizan | Kagayaki Takarafuji | Kazekenō Fujiseiun | Nishikifuji Tsurugishō |

| Jūryō #10        | Jūryō #11   | Jūryō #12         | Jūryō #13          | Jūryō #14            |
| Mitoryū Nabatame | Shiden Mita | Shimanoumi Ōtsuji | Hatsuyama Daiamami | Kōtokuzan Miyanokaze |